# Manou
Manou – miejscowość i gmina we Francji, w Regionie Centralnym, w departamencie Eure-et-Loir.
Według danych na rok 1990 gminę zamieszkiwały 433 osoby, a gęstość zaludnienia wynosiła 32 osoby/km² (wśród 1842 gmin Regionu Centralnego Manou plasuje się na 734. miejscu pod względem liczby ludności, natomiast pod względem powierzchni na miejscu 962.).